# Ryszard Krauze

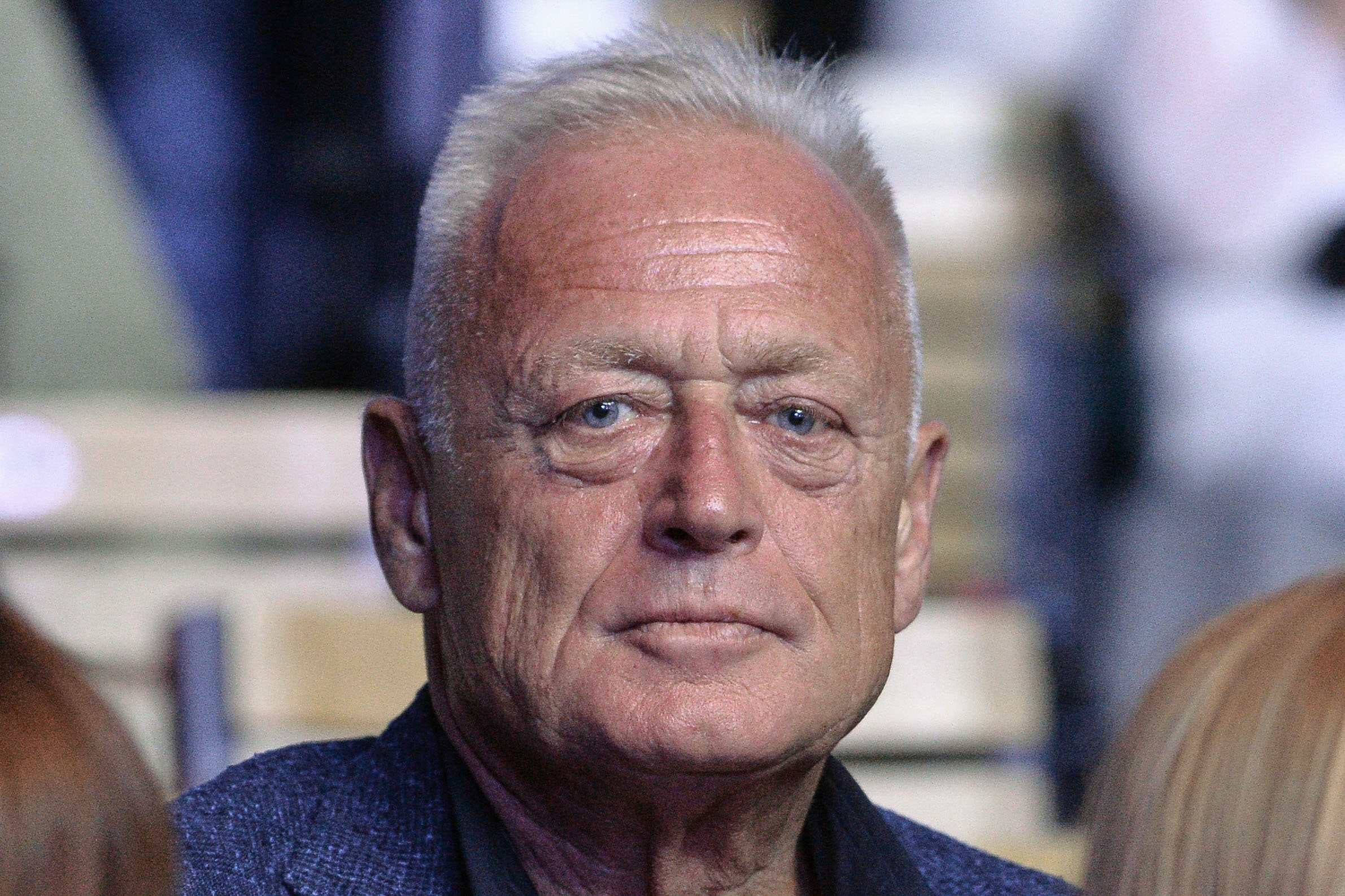
Ryszard Krauze

Ryszard Krauze (* 1956 in Gdynia) ist ein polnischer Unternehmer und ehemaliger Milliardär. Sein unmittelbares Vermögen wurde von Forbes im Jahr 2008 auf 3,5 Milliarden Złoty geschätzt, der Wert seiner Firmenbeteiligungen im September 2007 auf 17 Milliarden Złoty. Krauze leitete zeitweise die Aufsichtsräte von Bioton, Petrolinvest, Asseco Poland und Polnord. Ferner war er Vorstandsvorsitzender der Gesellschaft Prokom Software, heute Teil der Asseco Poland. Sein Vermögen ging bis Anfang der 2010er-Jahre durch Fehlinvestitionen am kasachischen und russischen Markt verloren.

## Leben
Krauze studierte Maschinenbau an der Politechnika Gdańska. 1987 gründete er Prokom (jetzt Prokom Software SA), die Großaufträge zur Computerisierung der Staatlichen Sozialversicherung ZUS, des Verteidigungs- und Bildungsministeriums, des Rechnungshofes NIK, des staatlichen Kupfer und Silber gewinnenden Bergbau- und Hüttenkonzerns KGHM sowie der Polnischen Post erhielt. Die Auftragsvergabe durch den NIK erfolgte während dieser unter Leitung des späteren polnischen Präsidenten Lech Kaczyński stand. 1999 erwarb Krauze über Prokom Investments große Landflächen im Warschauer Distrikt Wilanów. Dort wird seit dem Jahr 2002 der neue Stadtteil Miasteczko Wilanów errichtet. Im August 2006 kaufte Krauze Anteile an vier Gesellschaften aus Kasachstan, die Öl-Förderlizenzen besaßen. Die Vorkommen wurden auf 2 Mrd. Barrel geschätzt. Für die Entdeckung und Ausbeutung der Lagerstätten gründete er Petrolinvest. Tatsächlich erwiesen sich die Ölvorkommen aber als weit weniger ergiebig. Petrolinvest verschuldete sich erheblich. Krauzes Investitionen im postsowjetischen Energieträgermarkt waren im Wesentlichen für seinen anschließenden wirtschaftlichen Niedergang verantwortlich.
Krauze besaß zwei Anwesen in Gdynia in den Stadtteilen Kamienna Góra und Orłowo sowie einen Tennisplatz in der dortigen Ulica Ejsmonda. Ihm gehörte die Hochschule Wyższa Szkoła Międzynarodowych Stosunków Gospodarczych i Politycznych in Gdynia, der er zeitweise als Rektor vorstand. Er war für seine guten Beziehungen zu Politikern verschiedener Lager und zu Mitarbeitern von Nachrichtendiensten bekannt. Ehemalige Geheimdienstmitarbeiter und Politiker haben in seinen Firmen Führungspositionen erhalten erhalten:
Bei Prokom arbeitete der ehemalige Vizechef der Spionageabwehr UOP und Ex-Vizeminister im Innenministerium Wojciech Raduchowski-Brochwicz. Außerdem hatte Krauze den ehemaligen Vizechef des Amtes für innere Sicherheit ABW unter der Regierung von Leszek Miller, Mieczysław Tarnowski, eingestellt. Bis Juli 2007 saß der Mitbegründer der Regierungssondereinheit GROM, Sławomir Petelicki, im Aufsichtsrat von Bioton. 1994 wurde der ehemalige Oppositionelle aus Danzig und Unterstaatssekretär in der Präsidentenkanzlei von Lech Wałęsa, Krzysztof Pusz, bei Prokom eingestellt. Der Staatsminister für Verteidigung in der Präsidentenkanzlei von Lech Wałęsa, Jacek Merkel, arbeitete nur eine Woche für Krauze im Aufsichtsrat von Prokom. Dafür war dessen Frau, die Mathematikerin Barbara Merkel, seit 1997 bei Prokom angestellt.

## Beteiligungen
An der Gesellschaft Prokom Investments ist Krauze zu 66,13 % beteiligt. Prokom hält am privaten Gesundheitsdienstleister Swissmed 5,9 %, an der Baugesellschaft Polnord 38,8 % und am Insulin-Hersteller Bioton 37,3 %. Weiterhin hält er Beteiligungen am Broker Beskidzki Dom Maklerski und am Verlag Kompap.
Von Prokom Software gehören Krauze 21,5 % der Anteile. Prokom Software gehören an der Ingenieurbau-Gesellschaft Pol-Aqua 25 %, an dem IT-Unternehmen Asseco Poland (eine Mutter der im September 2007 in Deutschland gegründeten Asseco Germany) 25,5 %, an der IT-Gesellschaft ABG Spin 42,7 % und an dem Ölförderunternehmen Petrolinvest 48,8 % (Stand: August 2007).
Außerhalb der Börse ist Krauze Mehrheitseigner der Gesellschaften Edison SA (in Krakau), Cobidata Poland in Sopot sowie KPNS und Gartenbaugesellschaft C. Ulrich SA in Gdynia.
Krauze soll auch an dem Schweizer Fonds Nihonswi AG beteiligt sein, der 20,5 % an Petrolinvest, 5,7 % an Bioton sowie 11,1 % an Polnord hält.

## Gerichtsverfahren
Die Staatsanwaltschaft in Katowice erhob am 17. November 2010 wegen Untreue Anklage gegen Krauze. Hintergrund ist ein Kredit über 3 Mio. Złoty, den Prokom Investments im September 2006 dem Warschauer Unternehmen King & King gewährte, obwohl diese seinerzeit bereits erhebliche Verbindlichkeiten gegenüber anderen Unternehmen mit Beteiligung von Krauze hatte. Insgesamt hätten Krauzes Firmen Ulrich SA, Petrolinvest und Prokom zwischen 1999 und 2006 knapp 50 Mio. Złoty an King & King überwiesen. Im Gegenzug sollten sie an den Fördereinnahmen im Kongo beteiligt werden. Dazu kam es später allerdings nicht. Krauze habe gewusst, dass die Firma insolvent sei. Durch das Darlehen habe er die Interessen der Aktionäre von Prokom Investment in strafrechtlich relevanter Weise verletzt. Der betreffende Passus wurde im Sommer 2011 aus dem Handelsrecht getilgt und die Anklage fallengelassen.
Seit 2010 versuchen verschiedene Gläubiger Forderungen gegen Krauze zu vollstrecken. Hierbei wurden auch Liegenschaften gepfändet.
Ende 2020 wurden Ryszard Krauze, sein Sachwalter Roman Giertych sowie 11 weitere Verdächtige festgenommen. Ihnen wurde vorgeworfen, Polnord mittels fingierter Schuldforderungen um 92 Mio. Złoty geschädigt zu haben. Während das Verfahren gegen den Politiker Giertych im Januar 2025 eingestellt wurde, läuft es gegen 8 Verdächtige, darunter Krauze, weiter.